# پایان عشق
پایان عشق (به هندی: Luv Ka The End) فیلمی است محصول سال ۲۰۱۱ و به کارگردانی بومپی است. در این فیلم بازیگرانی همچون طاها شاه، شرادها کاپور، سرجیتا دی، شناز تراسوری، آرچانا پوران سینگ و جنت زبیر رحمانی ایفای نقش کرده‌اند.